# Björkfors
För småorten i Kinda kommun, se Björkfors, Kinda kommun. Björkfors är även ett äldre namn på Hemavan.
Björkfors är en tidigare småort i Kalix kommun. SCB ändrade sin metod att ta fram småortsstatistik 2015, varvid Björkfors inte längre uppfyllde kraven för att vara en småort.

## Befolkningsutveckling
| Befolkningsutvecklingen i Björkfors 1990–2010 | Befolkningsutvecklingen i Björkfors 1990–2010 | Befolkningsutvecklingen i Björkfors 1990–2010 | Befolkningsutvecklingen i Björkfors 1990–2010 | Befolkningsutvecklingen i Björkfors 1990–2010 |
| --------------------------------------------- | --------------------------------------------- | --------------------------------------------- | --------------------------------------------- | --------------------------------------------- |
|                                               |                                               |                                               |                                               |                                               |
| År                                            |                                               |                                               | Folkmängd                                     | Areal (ha)                                    |
| 1990                                          | 1990                                          |                                               | 103                                           | 39                                            |
| 2005                                          | 2005                                          |                                               | 77                                            | 38                                            |
| 2010                                          | 2010                                          |                                               | 66                                            | 38                                            |
|                                               |                                               |                                               |                                               |                                               |

## Historia
Björkfors var en gång i tiden Norrbottens största bruk med det första finbladiga sågverket, första telefonlinjen, första mejeriet, mejeriskolan och första lantmannaskolan.  Kvarngården rymmer ett litet museum som berättar om bygdens historia, samt om historien runt familjen Bergman som drev bruket under 1800-talet.
Under Björkfors historia har bl.a. två av Sveriges kungar besökt Björkfors, första gången 1858 och senaste gången 1952. Björkfors har varit större än själva Kalix samhälle.

## Samhället
Björkfors herrgård av empiretyp är pietetsfullt bevarad. Björkfors kyrka är hitflyttad från Nordanskär, en förutvarande kuranstalt i Kalix skärgård.